# Pierre Ladevèze
Pierre Ladevèze (1945) é um engenheiro francês. Trabalha com mecânica e modelagem numérica de matreriais compostos. Foi professor da École normale supérieure de Cachan.
Recebeu o Prêmio Poncelet de 1987.

## Obras
- Non linear Computational Structural Mechanics – New Approaches and Non-Incremental Methods of Calculation, Springer-Verlag, New York 1999 (original em francês: “Mécanique non linéaire des structures – Nouvelle approche et méthodes de calcul non incrémentales”, Hermès, 1996).
- com J.-P. Pelle: Mastering calculations in linear and non linear mechanics, Springer Verlag, New York, 2000 (original em francês: “La maîtrise du calcul en mécanique linéaire et non linéaire”, Hermès, 2001).
- com D. Néron, J.-C. Passieux: On multiscale computational mechanics with time-space homogenization, in: J. Fish, Bridging the scales in Science and Engineering, Oxford University Press, 2009, p. 247-282
- com D. Néron: “Multiscale methods”, in R. Blockley, W. Shy (Hrsg.): Encyclopedia of Aerospace Engineering, Volume 3, Wiley, 2010
- com A. Barbarullo, H. Riou, L. Kovaleski: The variational theory of complex rays, in: W. Desmet, B. Pluymers, O. Atak (Eds.), Mid-Frequency, Katholieke Universiteit Leuven, 2012, p. 155-201, Capítulo 5